# Стразбург (Пенсилванија)
Стразбург (енгл. Strasburg) град је у америчкој савезној држави Пенсилванија.

## Демографија
По попису из 2010. године број становника је 2.809, што је 9 (0,3%) становника више него 2000. године.
| Група             | 2000.         | 2010.         |
| Белци             | 2.730 (97,5%) | 2.657 (94,6%) |
| Афроамериканци    | 16 (0,6%)     | 20 (0,7%)     |
| Азијати           | 24 (0,9%)     | 20 (0,7%)     |
| Хиспаноамериканци | 12 (0,4%)     | 74 (2,6%)     |
| Укупно            | 2.800         | 2.809         |